# Karl Pokern
Karl Pokern (geboren am 27. November 1895 in Fischhausen; gestorben 22. Juni 1933 in Berlin-Köpenick) war ein deutscher Fleischer, Arbeitersportler und Opfer der Köpenicker Blutwoche.

## Leben
Karl Pokern war von Beruf Fleischer. Als Wassersportler war er Mitglied des Arbeitersportvereins Fichte. Er war Mitglied der Roten Hilfe Deutschlands und gehörte dem Rotfrontkämpferbund an, was ihm den Spitznamen „Roter Karl“ einbrachte.
Am 21. Juni 1933 wurde er von der SA aus seiner Wohnung verschleppt. Im SA-Heim „Müggelseedamm“ sowie auf dem Heuboden des SA-Sturmlokals „Demuth“ in der damaligen Elisabethstraße 23 wurde Karl Pokern schwer gefoltert und anschließend im Köpenicker Amtsgericht, dem Köpenicker SA-Hauptquartier, erschossen. „In der Nacht vom 22. zum 23.Juni 1933 wurden vom Amtsgerichtsgefängnis die dort ermordeten und in Säcke genähten Opfer, darunter von Essen, Stelling und Pokern mit dem Lastkraftwagen der Firma Ewald zum SA-Lokal Wendenschloss gebracht.“ Heute befindet sich dort eine Gedenkstätte für die Opfer der „Köpenicker Blutwoche Juni 1933“. Am 1. und 2. Juli 1933 wurden in Säcken eingenäht in der Dahme die verstümmelten Leichen von Johannes Stelling, Paul von Essen und Karl Pokern gefunden.

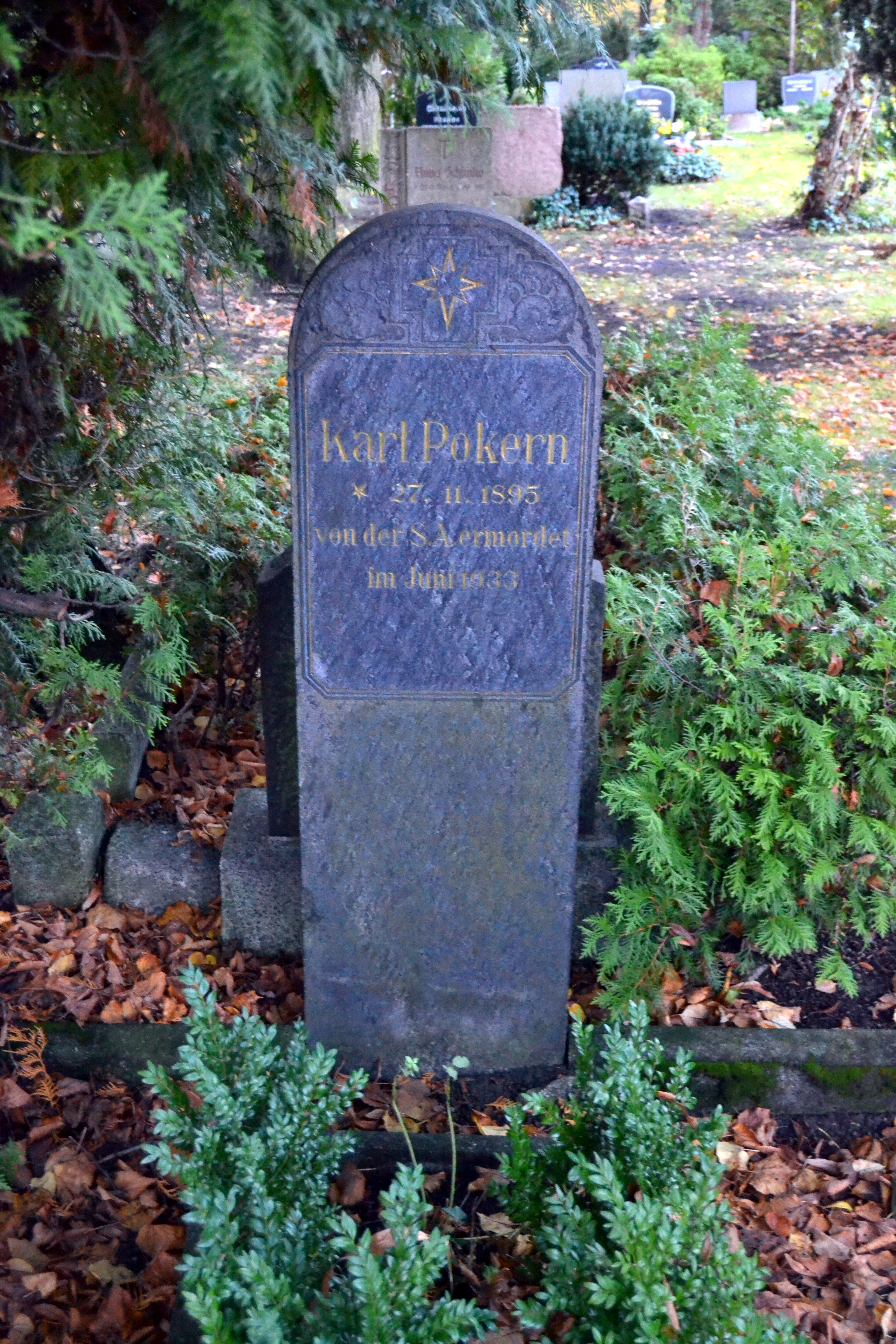
Grabstätte (2013)

Karl Pokern wurde auf dem Christophorus-Friedhof unter Anteilnahme von vielen Menschen begraben. Ein Bekannter Pokerns, Bruno Berger, berichtete als Zeuge 1950 über den SA-Mann Beyer: „Sucht Euch gleich ‘ne Kute (Erdloch) aus. Die nächsten seid Ihr.“ Am 12. Februar 1934 schlägt die Zentralstaatsanwaltschaft das „Verfahren in der Todesermittlungssache Stelling, von Essen, Pokern und Pohle“ nieder.
Der Rohrleger Wilhelm Beyer, geboren am 10. März 1886, wurde im Plönzke-Prozess zum Tode verurteilt, weil er zum „grausamen Tode Pokerns entscheidend beigetragen hat“. Das Urteil wurde am 20. Februar 1951 in Frankfurt (Oder) vollstreckt.

## Gedenken
- Seit dem 15. August 1958 „Karl-Pokern-Straße“ in Berlin-Friedrichshagen[16]